# ŠKP Dúbravka
Der ŠKP Dúbravka war ein slowakischer Fußballverein aus der Hauptstadt Bratislava.

## Geschichte
Der Verein wurde 1946 als Telovýchovný klub národnej bezpečnosti Bratislava gegründet, es handelte sich um einen Polizeisportverein.
1953 wurde er nach einer politischen Entscheidung in die 1. Liga versetzt und erreichte den dritten Platz. Diesen Erfolg konnte die Mannschaft 1954 wiederholen, 1955 wurde sie Siebter. Nach einem fünften und einem dritten Platz in den Jahren 1956 und 1957/58 gelang dem inzwischen in TJ Červená hviezda Bratislava umbenannten Klub mit dem Gewinn der Meisterschaft in der Saison 1958/59 den größten Erfolg in der Vereinsgeschichte. Im Europapokal der Landesmeister 1959/60 siegte die Mannschaft in der Vorrunde gegen den FC Porto 2:1 und 2:0, ehe sie im Achtelfinale mit 3:4 und 1:1 gegen Glasgow Rangers ausschied. In den folgenden Jahren wurde Červená hviezda Fünfter, Zweiter und 1961/62 Dritter.
Nach dieser Spielzeit fusionierte die Herrenmannschaft mit Inter Bratislava. Damit fing Červená hviezda mit neuen Spielern in einer unteren Liga sozusagen von neuem an.
Seitdem pendelt der Verein zwischen zweiter und dritter Liga, 1990 gab es eine Umbenennung in ŠKP Bratislava, im August 1997 eine Fusion mit Tatran Devín und 2003 eine weitere mit FC Dúbravka in FC ŠKP Dúbravka.
2015 wurde der Klub wegen finanzieller Probleme aufgelöst.

## Vereinsnamen
- Telovýchovný klub národnej bezpečnosti Bratislava (1946 bis 1948, Kürzel TKNB)
- Sokol Sbor národnej bezpečnosti Bratislava (1948 bis 1952, Kürzel Sokol SNB)
- Sokol Červená hviezda Bratislava (1952 bis 1953, Kürzel Sokol Čh)
- Ústredný dom Červenej hviezdy Bratislava (1953 bis 1956, Kürzel ÚD Čh)
- TJ Červená hviezda Bratislava (1956 bis 1990, Kürzel TJ Čh)
- Športovní klub policie Bratislava (1990 bis 1997, Kürzel ŠKP)
- Športovní klub policie Devín (1997 bis 2003, Kürzel ŠKP)
- FC Športovní klub policie Dúbravka (2003 bis 2009, Kürzel FC ŠKP)
- Športový klub polície Inter Dúbravka Bratislava (seit 2009, ŠKP Inter)

## Erfolge
- Tschechoslowakischer Meister 1959 Diesen Titel beansprucht auch Inter Bratislava für sich.

## Bekannte ehemalige Spieler
- Titus Buberník
- Adolf Scherer
- Jiří Tichý

## Bekannte ehemalige Trainer
- Koloman Gögh (Trainerassistent)